# Paracyphoderris
Paracyphoderris is een geslacht van rechtvleugeligen uit de familie Prophalangopsidae. De wetenschappelijke naam van dit geslacht is voor het eerst geldig gepubliceerd in 1980 door Storozhenko.

## Soorten
Het geslacht Paracyphoderris  is monotypisch en omvat slechts de volgende soort:
- Paracyphoderris erebeus (Storozhenko, 1980)